# Die Grauzone
Die Grauzone ist ein Filmdrama von Tim Blake Nelson aus dem Jahr 2001. Der Film beschäftigt sich mit der Problematik der jüdischen Zwangsarbeiter im KZ Auschwitz-Birkenau, die niederste Arbeit verrichteten, um einige Wochen länger zu leben. In Deutschland kam das in den USA produzierte Drama erst rund vier Jahre später in die Kinos.

## Handlung
Der Film verfolgt zwei Handlungsstränge, die sich gegen Ende treffen: Der jüdische Arzt Miklós Nyiszli muss für den KZ-Arzt Josef Mengele diverse pathologische Dienste verrichten und kann so seine Familienangehörigen, die ebenfalls im KZ gefangen sind, mehrmals vor dem sicheren Tod bewahren. Er unterhält sich oft mit dem ihn beaufsichtigenden SS-Oberscharführer Erich Mußfeldt, der ihm vorwirft, sein Volk zu verraten.
Währenddessen bereitet das 12. Sonderkommando einen Aufstand vor, in dem mehrere Krematorien vernichtet werden sollen. Dabei werden sie von einigen Frauen unterstützt, die in der Munitionsfabrik Union arbeiten und ihnen Sprengstoff liefern. Immer wieder wird die Arbeit des Sonderkommandos und die damit verbundene psychische Belastung gezeigt: Die Sonderkommandos müssen den für den Tod durch Zyklon B bestimmten Häftlingen zunächst vorgaukeln, dass keine Gefahr bestehe, um anschließend ihre Leichen aus den Gaskammern zu räumen und dann zu verbrennen, sowie ihre Habe zu sortieren.
Der geplante Aufstand gerät in Gefahr, als einige der Frauen mit dem Sprengstoff erwischt werden, der für den Aufstand bestimmt ist. Die Frauen werden gefoltert, vor ihren Augen werden ihre Mitgefangenen erschossen, damit sie aussagen, für wen der Sprengstoff bestimmt war. Sie wählen den Freitod, bevor eine der Frauen dazu etwas sagen kann. Die prekäre Lage veranlasst die Sonderkommandos aber – nach vorherigem Zögern – zu dem Entschluss, den Aufstand am nächsten Tag auszuführen. In der Nacht zuvor ereignet sich ein kleines Wunder: Ein Mädchen überlebt die Gaskammer. Das Sonderkommando rettet es und bringt es zum jüdischen Arzt Nyiszli, der das Mädchen vollständig wiederbeleben kann. Er ringt Mußfeldt sogar das Versprechen ab, das Mädchen freizulassen.
Am nächsten Tag, dem 7. Oktober 1944, kommt es zum Aufstand: Die Sprengung des Krematoriums 3, das von polnischen Häftlingen betrieben wird, gilt als Startsignal des Aufstandes. Waffen werden verteilt, um die heranrückenden Wachmannschaften aufzuhalten. Bei der Stürmung der Krematorien gelingt es dem ungarischen Sonderkommando (welches vorher das kleine Mädchen gerettet hatte) ihr Krematorium – das Krematorium 1 – zu sprengen. Die überlebenden Häftlinge werden nach dem Aufstand hingerichtet, unter ihnen das kleine Mädchen.
Der Hintergrund des Aufstandes war, dass den Häftlingen bewusst gewesen ist, dass kein vorheriges Sonderkommando länger als vier Monate überlebt hatte. Ihnen war weiterhin bekannt, dass die Rote Armee immer näher rückte und dass die nationalsozialistische Vernichtungsmaschinerie verzögert und ausgebremst werden müsse, damit so viele Menschen wie möglich befreit werden können.
Die beiden großen Krematorien (1 und 3) werden zerstört und nicht wieder aufgebaut. Dem rebellierenden 12. Sonderkommando – dem einzigen, das einen Aufstand wagte – folgte nur noch ein Sonderkommando vor der Befreiung.

## Hintergrund
Die Grundlage für den Film bildet ein 1946 erschienener Bericht von Miklós Nyiszli, zuerst unter dem ungarischen Titel Dr. Mengele boncoloorvosa voltam az Auschwitz-i krematoriumban, auf Deutsch als Ich war Doktor Mengeles Assistent. Ein Gerichtsmediziner in Auschwitz (2004); in aktueller Übersetzung Im Jenseits der Menschlichkeit. Ein Gerichtsmediziner in Auschwitz. Hrsg. von Friedrich Herber. 1. Aufl., erweiterte und überarbeitete Auflage der 2. Aufl. von 2005, hrsg. von Andreas Kilian und Friedrich Herber. Karl Dietz Verlag Berlin, Berlin 2024, ISBN 978-3-320-02394-2.
Weitere authentische Berichte aus dieser Zeit stammen aus Tagebüchern und Interviews von ehemaligen Angehörigen des Sonderkommandos.
Der Film startete in Deutschland am 27. Januar 2005, dem 60. Jahrestag der Befreiung des KZ Auschwitz-Birkenau.

## Kritik
Während viele Kritiker, wie etwa Michael Wilmington in der Chicago Tribune, der die „Ernsthaftigkeit und Qualität“ des Films für „unbestreitbar“ hält, den Film als gelungen einschätzen, gibt es auch viele kritische Stimmen. So schreibt Megan Turner in der New York Post: „Nelsons grausam unsentimentale Annäherung […] nimmt dem Film alle Menschlichkeit und hinterlässt nur ein erschreckendes, aber seltsam emotionsloses Schauspiel.“

## Auszeichnungen
Im Jahr 2001 wurde Regisseur Tim Blake Nelson auf dem Festival Internacional de Cine de San Sebastián für den Seashell-Award nominiert. 2003 erfolgte eine Nominierung für Awards der Political Film Society in den Kategorien Exposé und Menschenrechte.